# Josef Obr
Josef Obr (31. března 1896 Ohrozim – 27. ledna 1970 Praha) byl český estonista, novinář a středoškolský učitel. Narodil se do katolické selské rodiny. Mnozí její členové působili jako kněží. Přispíval především do Lidových listů a Národní politiky články o Estonsku, baltských zemích a tematice ze školství. Používal také autorskou šifru J. S. Van. V roce 1930 spoluzakládal Československo-estonskou společnost v Praze, byl jejím dlouholetým předsedou a účastnil se i aktivit obdobného spolku v Brně. Většina jeho delších prací o estonštině a estonské kultuře nevyšla. Jde především o výbor z estonských pohádek a pověstí a estonsko-český a česko-estonský slovník. Tiskem vyšel Obrův překlad dramatu Eduarda Vildeho Skřítek (orig. Pisuhänd, vydala Česká grafická unie v roce 1931).
Jako učitel a ředitel působil na gymnasiích v Roudnici nad Labem, Hradci Králové a v Praze.
Držitel Řádu estonského Kříže II. třídy z dubna roku 1932.

## Dílo

### Publikace o Estonsku
- OBR, Josef. 300. výročí estonské university v Tartu. Národní listy 30.6.1932, s. 5.
- OBR, Josef. Čtyři sta let estonské knihy. Národní listy 76, 1936, 52, s. 1–2.
- OBR, Josef. Dnešní Estonsko. Zvláštní otisk z dodatků Ottova slovníku naučného. Nakladatelství Otto, Praha 1932.
- OBR, Josef. Estonská universita v Tartu oslavuje 300. výročí svého založení roku 1632. Národní politika 30.6.1932, s. 5.
- OBR, Josef. Estonské státní znaky. Lidové listy 1929, 76, s. 4.
- OBR, Josef. K významným kulturním událostem… Pestrý týden 13, 1938, 8, s. 5.
- OBR, Josef. Listy z Estonska I. Lidové listy  1929, 171, s. 1–2.
- OBR, Josef. Listy z Estonska II. Lidové listy  1929, 173, s. 1.
- OBR, Josef. Listy z Estonska III. Lidové listy  1929, 176, s. 1–2.
- OBR, Josef. Marie Underová, estonská básnířka, spisovatelka a překladatelka. Lidové listy 8, 1929, 41, příl., s. 5.
- OBR, Josef. Pohled z ptačí perspektivy na estonskou literaturu I. Lidové listy 1927, 2, s. 1–2.
- OBR, Josef. Pohled z ptačí perspektivy na estonskou literaturu II. Lidové listy 1927, 144, s. 2.
- OBR, Josef. Pohled z ptačí perspektivy na estonskou literaturu III. Lidové listy 1927, 145, s. 2.
- OBR, Josef. První estonská povídka. Lidové listy 15, 1936, 236, s. 5.
- OBR, Josef. Ruský klášter Petseri v Estonsku. Lidové listy 1929, 218, s. 1–2.
- OBR, Josef. Tallinn. Lidové listy 1929, 207, příl. Kulturní život, s. 1–2.
- OBR, Josef. Zkušenosti s jednotlivou estonskou školou. Lidové listy 1929, 201, příl. Kulturní život, s. 2.